# Louis Schaub
Louis Schaub (født 29. december 1994) er en tysk-østrigsk professionel fodboldspiller, som spiller for 2. Bundesliga-klubben Hannover 96 og Østrigs landshold.

## Baggrund
Louis Schaubs far, Fred Schaub, var også professionel fodboldspiller.

## Klubkarriere

### Rapid Wien
Schaub begyndte sin karriere hos Rapid Wien, hvor han fik sin professionelle debut med reserveholdet i 2011, og debuterede for førsteholdet i 2012.

### 1. FC Köln
Schaub skiftede i juni 2018 til Köln.
Han havde i sin tid hos Köln lejeaftaler til Hamburger SV og FC Luzern.

### Hannover 96
Schaub skiftede i juli 2022 til Hannover 96, en klub som hans far også havde spillet for.

## Landsholdskarriere
Schaub er født i Tyskland til en tysk far og en østrigsk mor, og kunne derfor spille for begge lande.

### Ungdomslandshold
Schaub har repræsenteret Østrig på flere ungdomsniveauer.

### Seniorlandshold
Schaub debuterede for seniorlandsholdet den 6. oktober 2016. Han var del af Østrigs trup til EM 2020.